# Абрамов, Николай Алексеевич (художник)
Абрамов Николай Алексеевич (24 сентября 1930, Ленинград — 11 ноября 1999, Санкт-Петербург) — советский живописец и педагог, Заслуженный работник культуры Российской Федерации, член Санкт-Петербургского Союза художников (до 1992 года — Ленинградской организации Союза художников РСФСР).

## Биография
Николай Алексеевич Абрамов родился 24 сентября 1930 года в Ленинграде. В 1945—1950 годах учился в Средней Художественной школе у В. Подковырина, В. Соколова, М. Козелла. В 1950 поступил на отделение живописи Ленинградском институте живописи, скульптуры и архитектуры имени И. Е. Репина. Занимался у Александра Зайцева, Василия Соколова, Леонида Худякова, Бориса Иогансона. В 1957 году окончил институт по мастерской Б. В. Иогансона с присвоением звания художника живописи. Дипломная работа — картина «Вечер». В том же году работа демонстрировалась на Юбилейной Всесоюзной художественной выставке в Москве.
Участвовал в выставках с 1957 года, экспонируя свои работы вместе с произведениями ведущих мастеров изобразительного искусства Ленинграда. Писал жанровые и исторические картины, портреты, пейзажи. В 1958 году был принят в члены Ленинградского Союза художников. Среди произведений, созданных Абрамовым, картины «Море. Анапа», «Весна» (обе 1958), «Ледоход», «Весна на Волге», «Экскаваторщики» (обе 1960), «Утро», «Сады цветут» (обе 1961), «Яблоня», «Сумерки», «На прогулку» (все 1964), «Весна», «Пасмурный день» (обе 1973) и другие.
Скончался 11 ноября 1999 года в Санкт-Петербурге на 69-м году жизни. Похоронен на Большеохтинском кладбище.
Произведения Н. А. Абрамова находятся в музеях и частных собраниях в России и за рубежом.

## Выставки
Выставки с участием Николая Абрамова:
- 1957 год (Москва): Всесоюзная художественная выставка, посвящённая 40-летию Великой Октябрьской социалистической революции.
- 1958 год (Ленинград): Осенняя выставка произведений ленинградских художников.
- 1960 год (Ленинград): Выставка произведений ленинградских художников.
- 1960 год (Москва): Советская Россия. Республиканская художественная выставка.
- 1961 год (Ленинград): Выставка произведений ленинградских художников открылась в залах Государственного Русского музея .
- 1964 год (Ленинград): Ленинград. Зональная выставка.
- 1974 год (Ленинград): Весенняя выставка произведений ленинградских художников.
- 1976 год (Москва): Изобразительное искусство Ленинграда.
- Январь 1992 года (Париж): Выставка «Санкт-Петербургская школа».